# Sag mir was du willst
Sag mir was du willst ist ein Lied des deutschen Popsängers und Rappers Clueso aus dem Jahr 2020.

## Entstehung und Veröffentlichung
Das Lied wurde vom Interpreten selbst, zusammen mit dem Produzentenduo Decco (bestehend aus Sebastian Arman und Joacim Persson) sowie Daniel Flamm, geschrieben beziehungsweise komponiert. Das Produzentenduo Decco zeichnete darüber hinaus auch für die Produktion verantwortlich.
Die Erstveröffentlichung von Sag mir was du willst erfolgte als Single am 14. Februar 2020. Diese erschien als digitaler Einzeltrack zum Download und Streaming. Am 1. Oktober 2021 erschien das Lied als Teil von Clueso neuntem Studioalbum Album, dessen erste Singleauskopplung es ist.

## Inhalt
In dem Liedtext beschreibt das lyrische Ich den inneren Dialog mit sich selbst. Es wechselt inhaltlich zwischen Euphorie und Melancholie.

„Der Song klang anfangs ziemlich happy und eingängig, also empfahl sich eigentlich ein Love-Song. Ich hatte allerdings genau deshalb keine Lust, daraus auch noch ein Liebeslied zu machen. Von der Energie und meiner eigenen Stimmung her bin ich gerade zwar sehr gut gelaunt, ich wollte den Song aber unbedingt auch nachdenklich halten, weil ich das einfach immer bin.“

## Musikvideo
Das dazugehörige Musikvideo entstand unter der Regie von Felix Aaron. Auf der Videoplattform YouTube zählte es bis Oktober 2023 über 3,4 Millionen Aufrufe.

## Charts und Chartplatzierungen
| ChartsChartplatzierungen | Höchstplatzierung | Wochen |
| ------------------------ | ----------------- | ------ |
| Deutschland (GfK)        | 84 (4 Wo.)        | 4      |